# Conchagua
Le Conchagua est un stratovolcan du Sud-Est du Salvador, non loin de la frontière avec le Honduras au bord de l'océan Pacifique. D'une altitude de 1 225 m, il domine la petite presqu'île marquant le sud du golfe de Fonseca. Les flancs du volcan sont une réserve naturelle.